# 中东广播网
中东广播网是一家由美国政府资助的阿拉伯语非营利媒体组织，向中东和北非地区广播新闻和信息。
中东广播网包括两个电视网络（自由电视台和自由伊拉克电台）、萨瓦电台及若干数字资产，由美国政府通过美国全球媒体署的拨款资助，该机构是一个独立的联邦机构，充当保护记者免受政治影响的防火墙。美国全球媒体署的旗下还有四个类似网络：美国之音、自由欧洲电台/自由电台、马蒂广播电台和自由亚洲电台。前美国外交官、大使阿尔贝托·费尔南德斯于2017年被任命为中东广播网负责人。
中东广播网的使命是提供有关中东和北非地区、美国政策和美国文化的准确客观信息，以及针对其他阿拉伯媒体所没有的主题的深入分析，以促进透明度和民主。
2025年3月15日，根据美国总统唐纳德·特朗普签署的行政命令，由埃隆·马斯克率领的政府效率部宣布暂时冻结中东广播网30天。

## 审查事件
在播出一份指控伊拉克逊尼派和什叶派宗教机构内部存在腐败的调查报告后，伊拉克当局暂停了自由电视台频道的执照三个月。